# Megaselia tanypalpis
Megaselia tanypalpis är en tvåvingeart som beskrevs av Giar-Ann Kung och Brown 2004. Megaselia tanypalpis ingår i släktet Megaselia och familjen puckelflugor.
Artens utbredningsområde är Costa Rica. Inga underarter finns listade i Catalogue of Life.